# مانو (بازیکن فوتبال، زاده ۱۹۸۴)
مانو (انگلیسی: Manu؛ زادهٔ ۲۲ ژوئن ۱۹۸۴) بازیکن فوتبال اهل اسپانیا است.
از باشگاه‌هایی که در آن بازی کرده‌است می‌توان به باشگاه فوتبال لوگو و باشگاه فوتبال الچه اشاره کرد.